# Elias Ymer
Elias Ymer (født 10. april 1996 i Skara, Sverige) er en professionel tennisspiller fra Sverige.